# Riccardo Sesani
Riccardo Sesani (Rimini, 7 novembre 1949) è un regista e sceneggiatore italiano.

## Filmografia

### Regista
- Un amore targato Forlì (1976)
- Buona come il pane (1981)
- Jocks (1983)
- Una donna da scoprire (1986)
- La morte è di moda (1988) - co-regia
- L'ultima emozione (1989)
- Belle da morire (1992)
- Un caso d'amore (1996)
- Una furtiva lacrima (1999)
- L'alibi violato (2009)
- Canto finale (2015)
- Dillo al mare (2020)

### Assistente alla regia
- Il caso Mattei, regia di Francesco Rosi (1970)

### Sceneggiatore
- Un amore targato Forlì (1976)
- Jocks (1983)
- L'ulima emozione (1989)
- Un caso d'amore (1996)
- American Stracci (1999)
- Marilyn permettendo (2001)

## Teatro

### Regista
- Belli bellissimo, con Roberto Bonanni (1990)
- Dillo al mare, dall'omonimo libro di Margot Sesani (2013)